# فاياكو
فاياكو هي قرية تقع على الساحل الجنوبي لجزيرة فونغافال في توفالو. يعيش في فاياكو 516 نسمة، وفقاً لتعداد عام 2002، من أصل 4492 شخص في الجزيرة المرجانية الاستوائية من فونافوتي، والتي تعد العاصمة الرسمية لِتوفالو.
تقع جميع المباني الإدارية، بما في ذلك البنك الوطني توفالو، وفندق توفالو الوحيد، فندق فاياكو لانجي، في فاياكو (1). كما أن لديها كنيسة تيون التي تعد الكنيسة الوحيدة للبعثة الكاثوليكية اللاتينية التبشيرية سوي يوريس في فونافوتي.